# Joana Gamundí
Joana Gamundí (segle XIX - segle XX) fou una mestra del jardí d'infància de la Institució Mallorquina d'Ensenyament.
Joana Gamundí fou una ciutadana de Palma (ciutat de Mallorca) que passà a la història de l'educació mallorquina, donada la seva tasca com a docent en l'Escola Mallorquina d'Ensenyament. La trobam referenciada, sempre simplement amb el nom i el primer cognom i sense cap més dada biogràfica, entre les professores que el curs 1883-1884 s'incorporaren a la plantilla de professorat de l'Escola Mallorquina d'Ensenyament, per ocupar els nous llocs de feina que es crearen arran de la implantació d'una nova línia d'ensenyament, la del jardí d'infància o parvulari.
L'Escola Mallorquina d'Ensenyament (primer Escuela Mercantil) propulsada per l'aleshores president de l'Ateneu Balear, polític i advocat Alexandre Rosselló, tingué una curta vida a la ciutat de Mallorca, inaugurada el 1880 i tancada el 1887. No obstant això, durant els anys en què l'escola romangué oberta suposà un canvi de rumb en la pedagogia de l'època, una experiència docent basada en la que Guillem Cifre de Colonya fundà al seu poble natal, Pollença (Institució Lliure d'Ensenyament de Pollença).
Joana Gamundí aparegué en el camí de l'escola quan es decidí, després de diverses ampliacions (primer curs de la Facultat de Dret, ensenyament primari i batxillerat) afegir-hi el parvulari creant així el primer Kindergarten de les Illes Balears. Joana Gamundí en fou mestra des dels seus inicis, el curs 1883-84.